# Radocyna
Radocyna (j. łemkowski Радоцина) – opustoszała wieś w Polsce położona w województwie małopolskim, w powiecie gorlickim, w gminie Sękowa.
W latach 1975–1998 miejscowość administracyjnie należała do województwa nowosądeckiego.

## Położenie geograficzne
Radocyna położona jest w środkowej części Beskidu Niskiego w Karpatach Zachodnich. Leży nad rzeką Wisłoką, która ma tutaj swoje źródła w południowej części wsi na wysokości 575 m n.p.m., na zboczach góry Dębi Wierch (664 m n.p.m.). Od południa graniczy bezpośrednio ze Słowacją, z miejscowościami Varadka i Vyšná Polianka. Na granicy państwowej, która biegnie głównym grzbietem wododziałowym Karpat znajduje się na terenie wsi płytka przełęcz Pod Dębim Wierchem (566 m n.p.m.). Od strony wschodniej wieś graniczy z sąsiednim województwem podkarpackim z miejscowością Wyszowatka; od północy z wsią Czarne (i jej przysiółkiem Długie) i od zachodniej strony z Konieczną. Przez wieś wzdłuż rzeki Wisłoki prowadzi słabo utwardzona droga gminna.

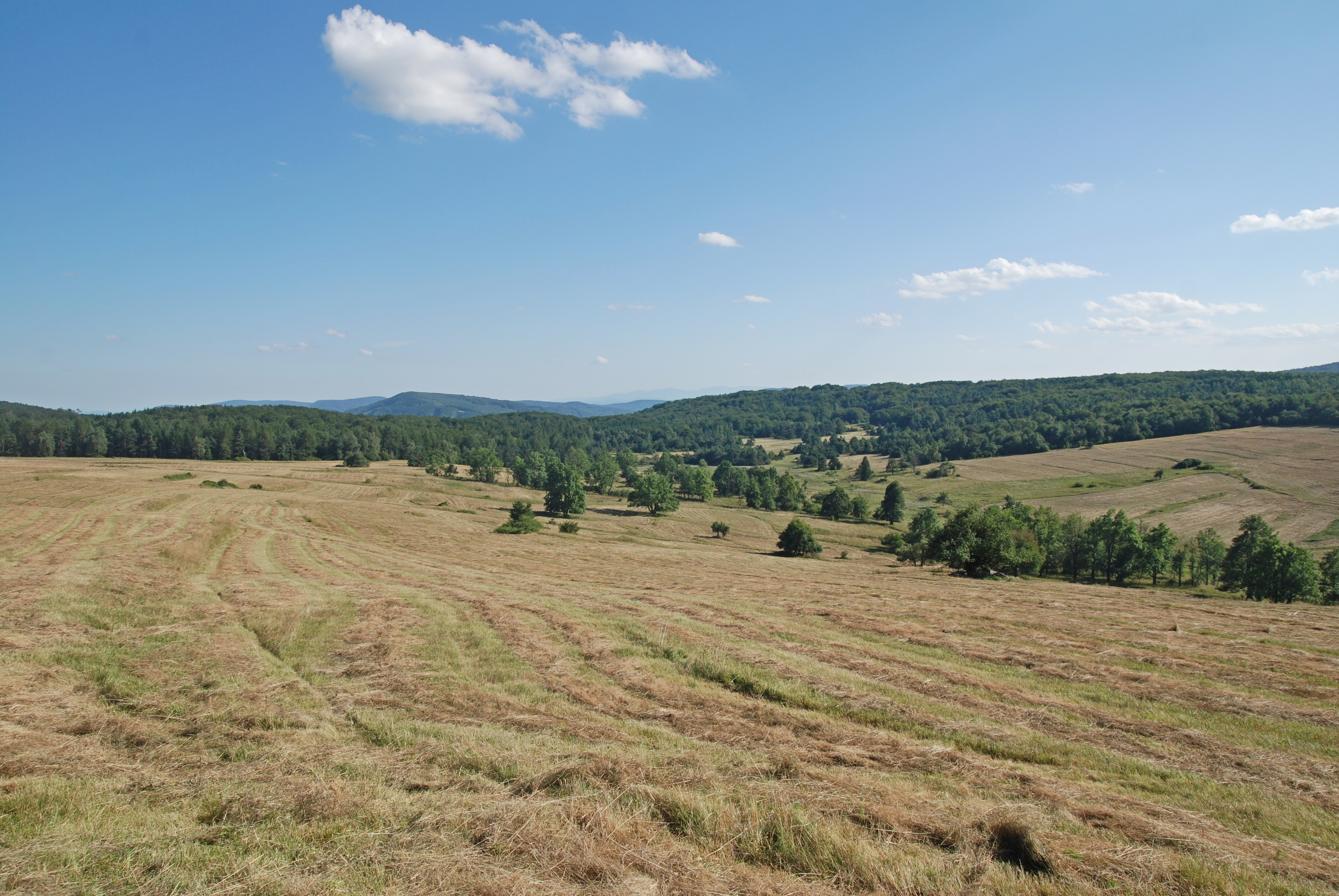
Widok na wieś z Dębiego Wierchu
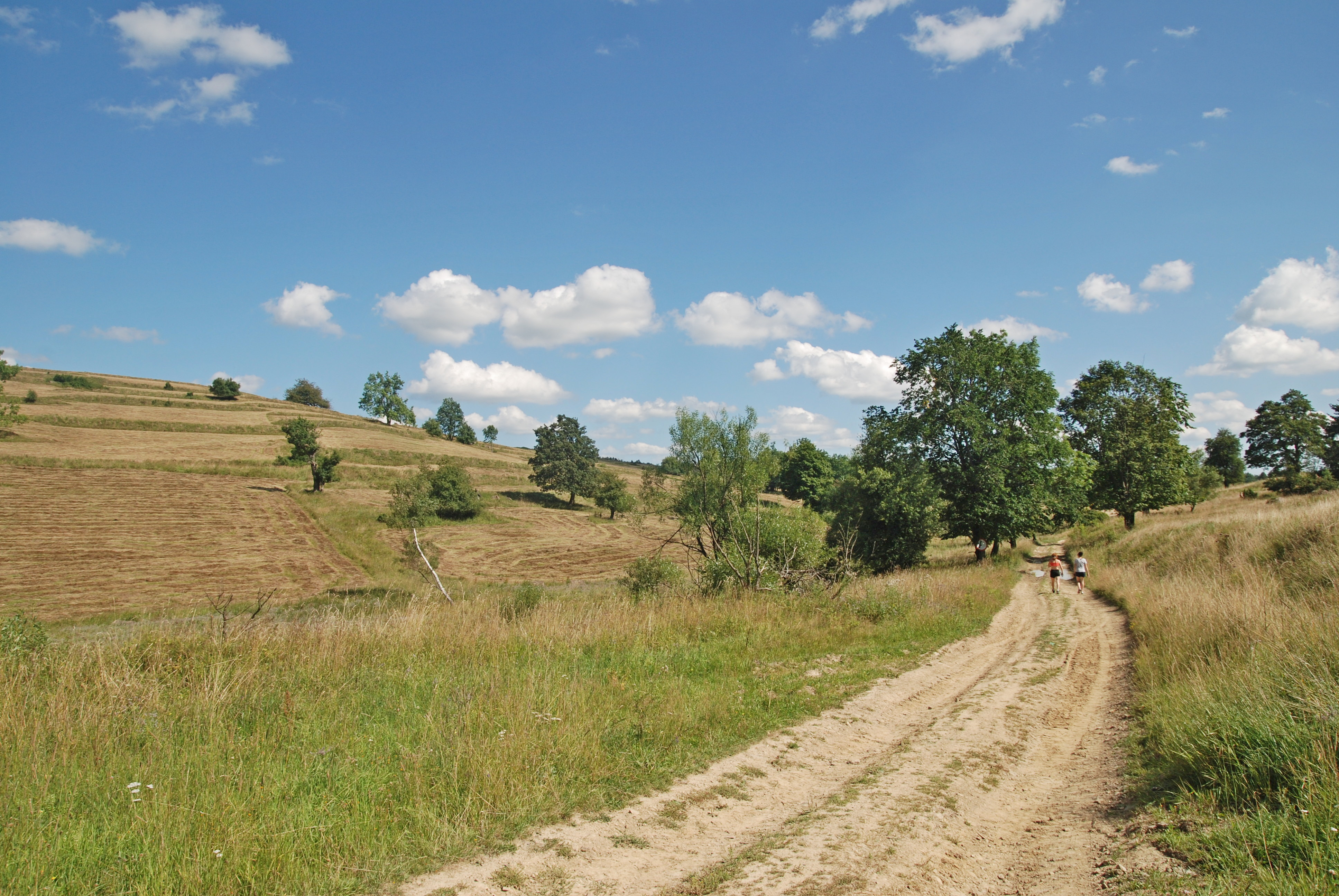
Droga przez wieś
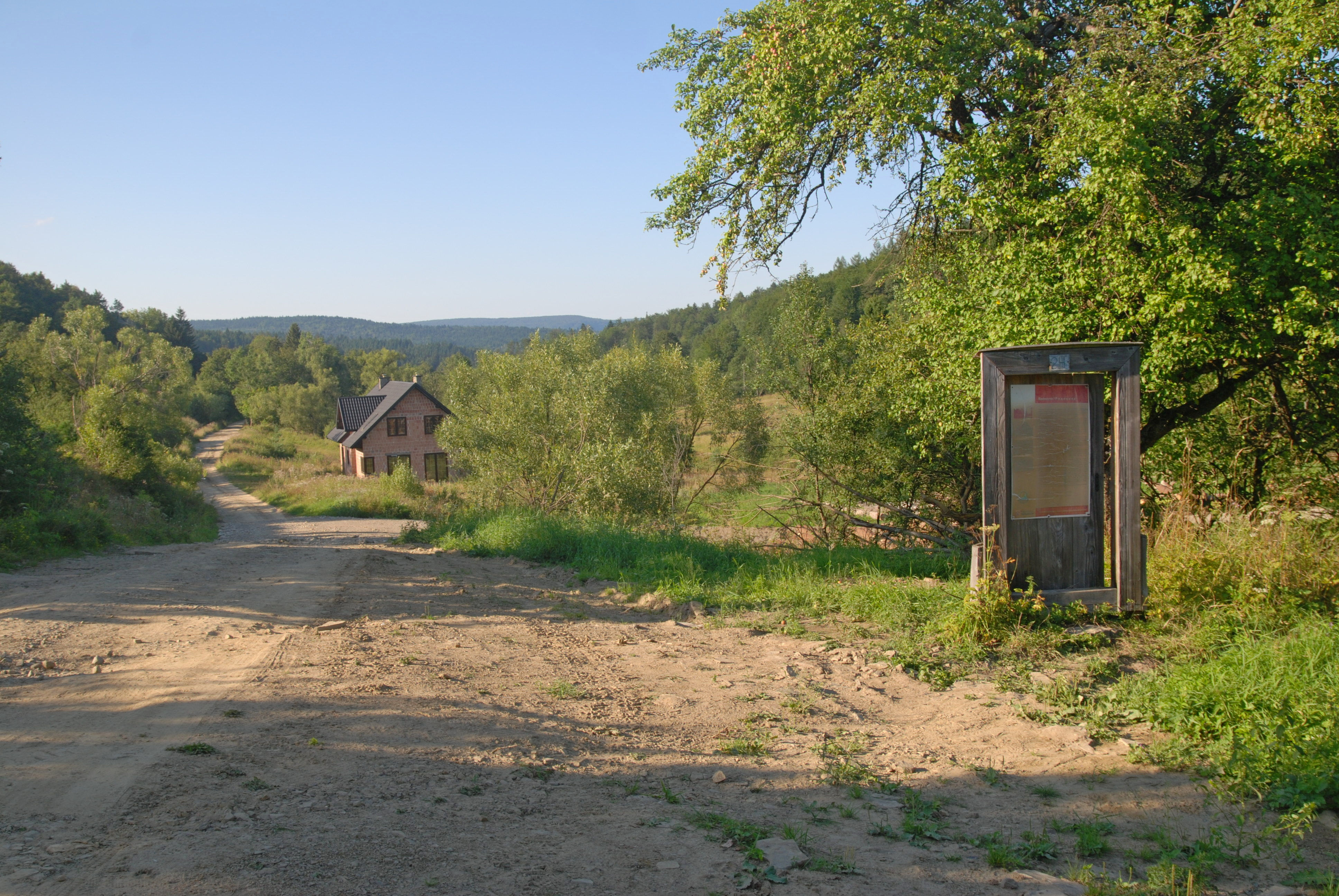
Droga przez wieś

## Historia
Wieś pierwszy raz notowana w 1603 jako własność Stadnickich ze Żmigrodu. Według źródeł w XVII wieku maleńka, pod koniec wieku XVIII samodzielna parafia zamieszkana przez ok. 400 osób. W 1888 liczyła 87 domostw i 486 mieszkańców: 479 Łemków i 7 Żydów. W 1898 wybudowano cerkiew greckokatolicką pw. św. Kosmy i św. Damiana, w miejscu starszej świątyni. Według spisu z 1921 w Radocynie żyło 384 grekokatolików (w 1928 większość przeszła na prawosławie), 13 żydów i 4 rzymskich katolików. Około 1928 wybudowano we wsi drugą cerkiew – prawosławną. W latach 1930 odgrywała istotną rolę w rozwoju prawosławia na Łemkowszczyźnie. W 1938 we wsi było 85 domów, cerkiew, posterunek straży granicznej, wiatrak. W czasie wojny miejsce stacjonowania oddziału niemieckiej straży granicznej. Po wojnie wszyscy mieszkańcy  wyjechali do ZSRR, w okolice Krzywego Rogu. Niebawem większość postanowiła wrócić, udało się to tylko jednej rodzinie. W 1955  budynki obu dawnych cerkwi rozebrano.

## Zabytki
Obiekt wpisany do rejestru zabytków nieruchomych województwa małopolskiego
- cmentarz wojenny nr 43 z I wojny światowej.

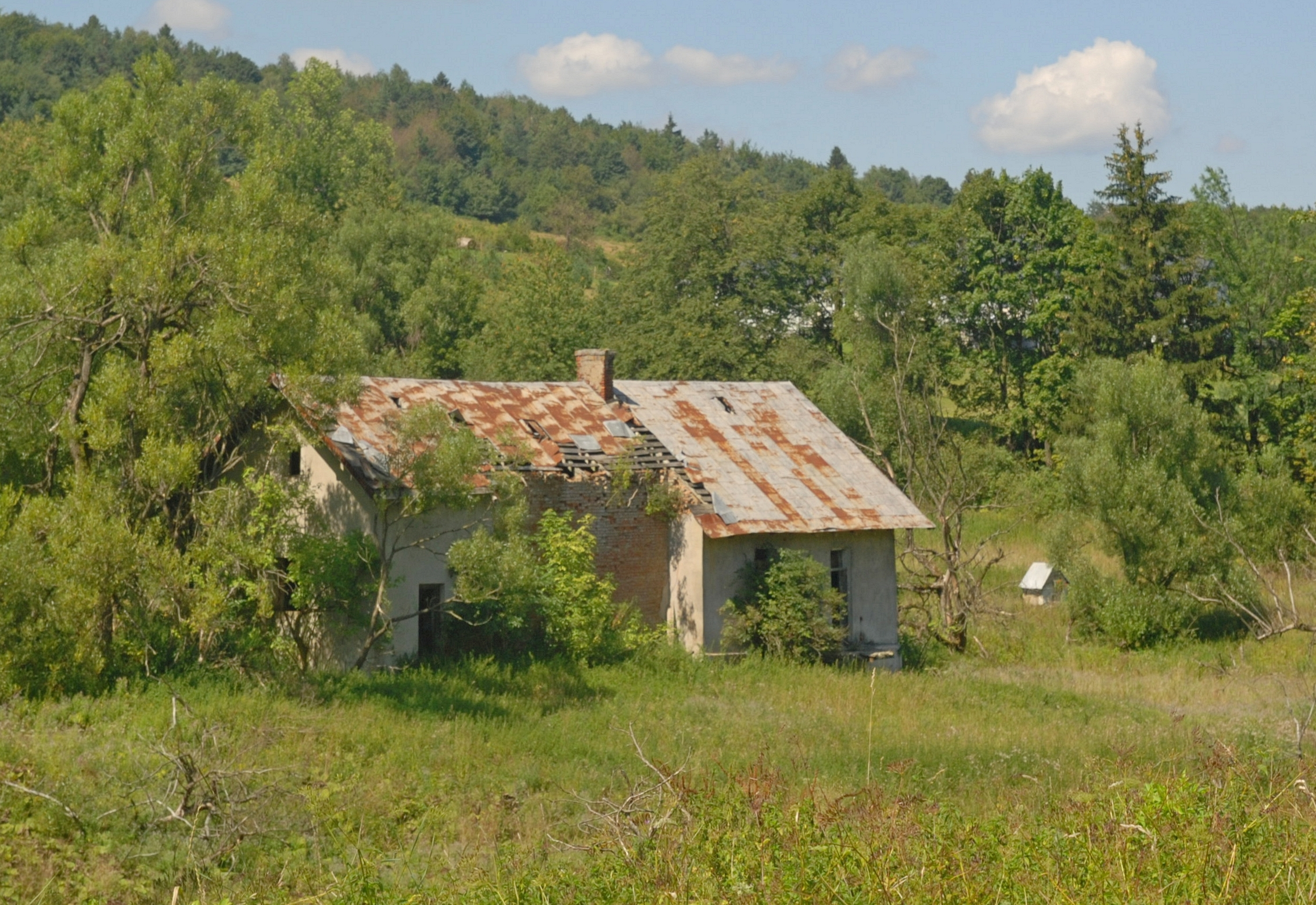
Dawna szkoła
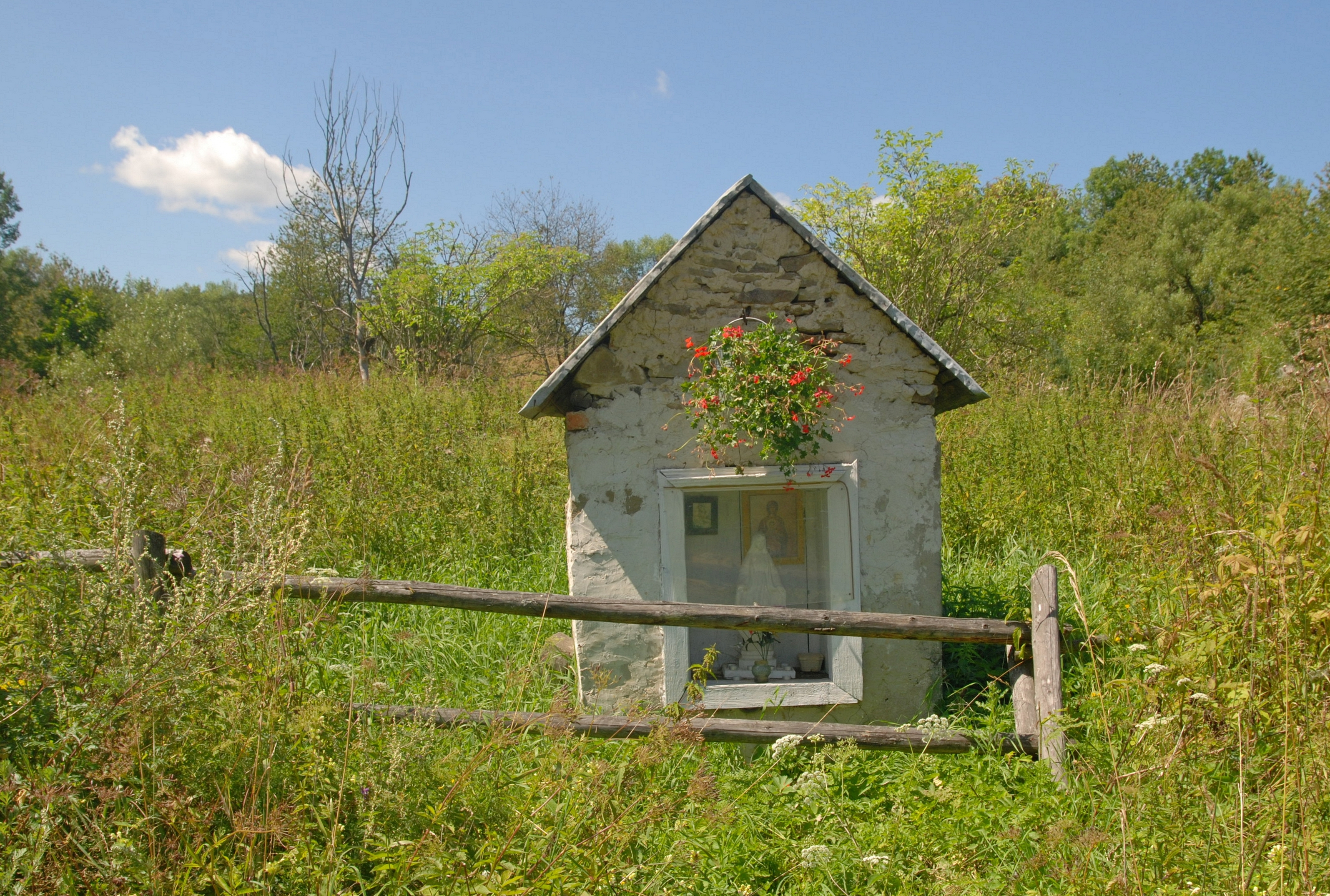
Kapliczka przydrożna
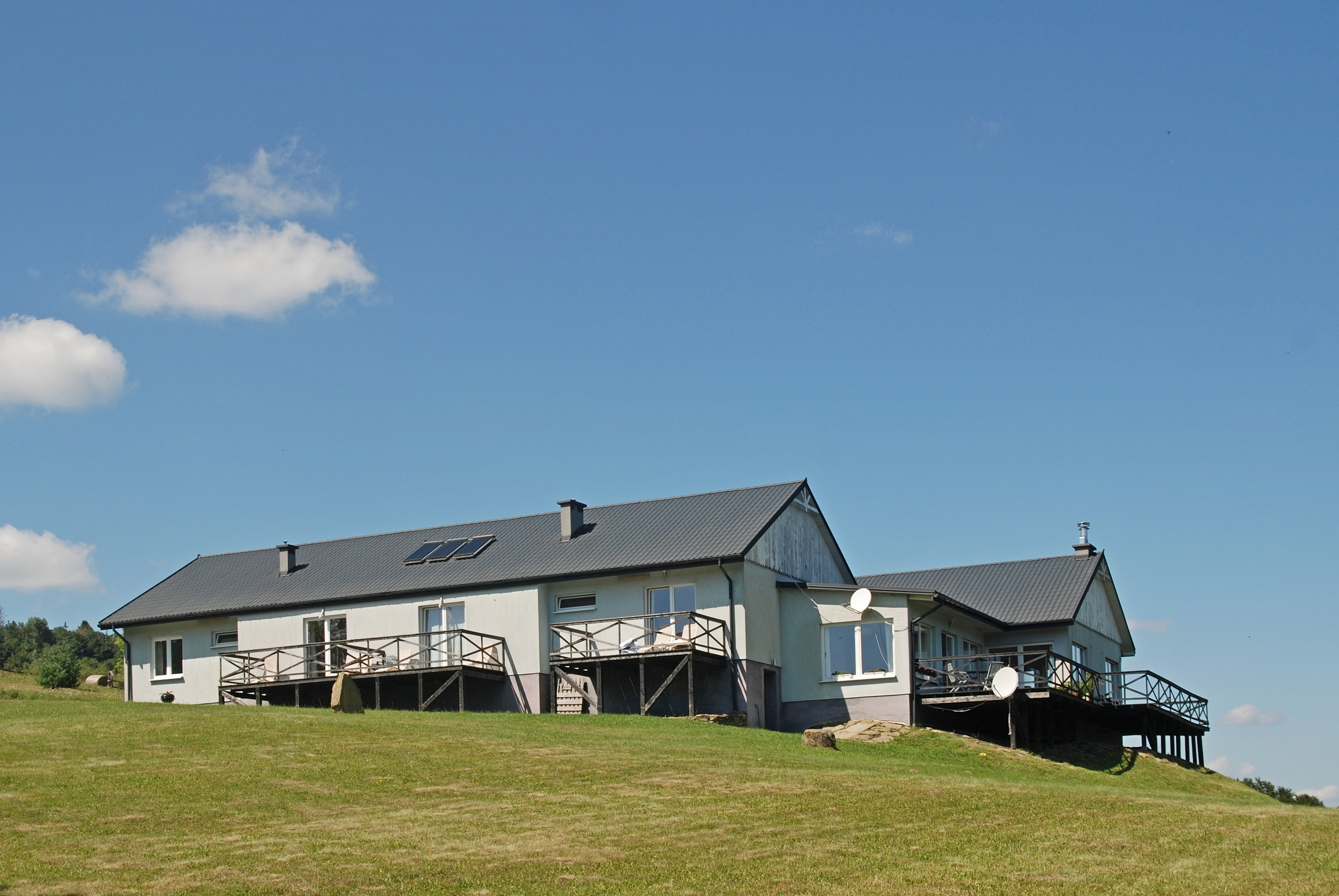
Pensjonat "Siedlisko Radocyna"

## Dziś
W Radocynie znaleźć można ślady po dawnych mieszkańcach: piwnice, drzewa owocowe, kapliczki, zniszczony budynek szkoły, przydrożne krzyże i cerkwisko w otoczeniu starych drzew. Na miejscowym cmentarzu zachowało się 25 kutych w kamieniu nagrobków (najstarszy z 1894). Nieopodal znajduje się Cmentarz wojenny nr 43 – Radocyna z czasów I wojny światowej, na którym pochowano 4 żołnierzy austriackich z 27 pułku piechoty oraz 79 żołnierzy armii rosyjskiej z 195 pułku piechoty. Zaprojektowany został przez Dušana Jurkoviča.
W części centralnej kamienny obelisk z inskrypcją:
Nie znaliśmy życia drugiego człowieka,
Teraz śmierć nas połączyła
Na północ od Radocyny, współcześnie we wsi Czarne, znajduje się Ośrodek Szkoleniowo-Wypoczynkowy Lasów Państwowych „Radocyna” oraz działająca w sezonie wakacyjnym baza namiotowa.

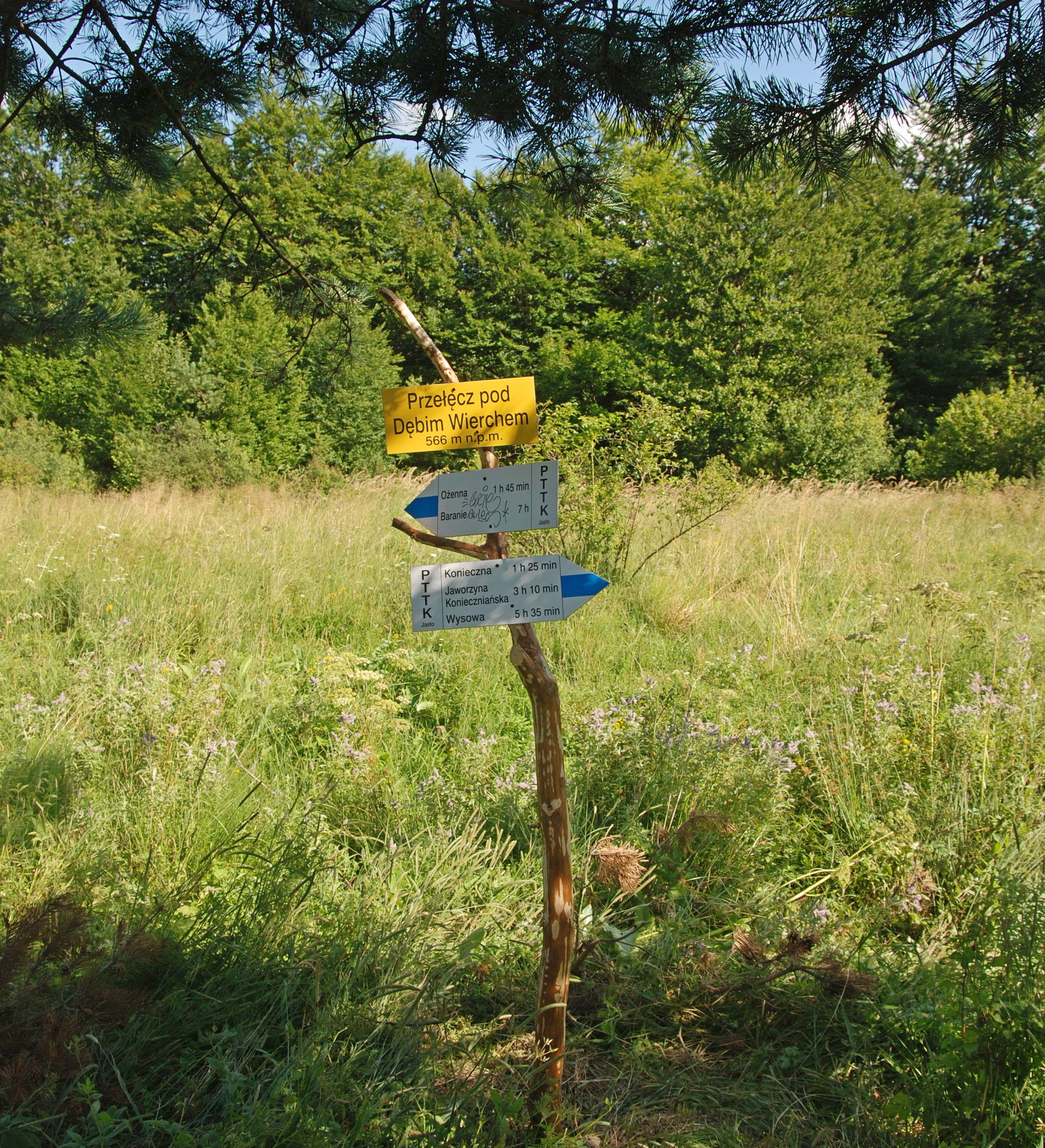
Na przełęczy Pod Dębim Wierchem
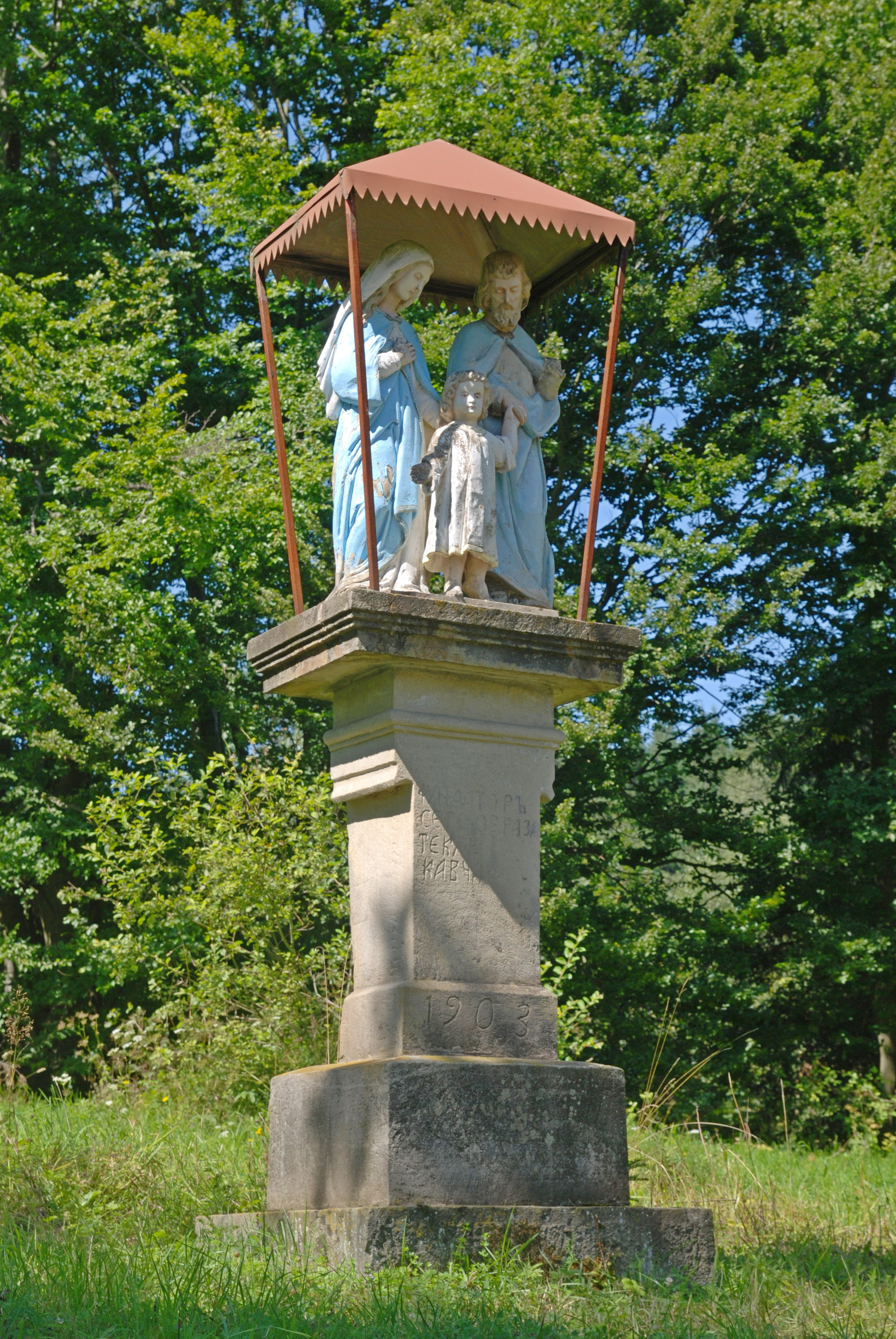
Figura przydrożna (na terenie Czarnego)
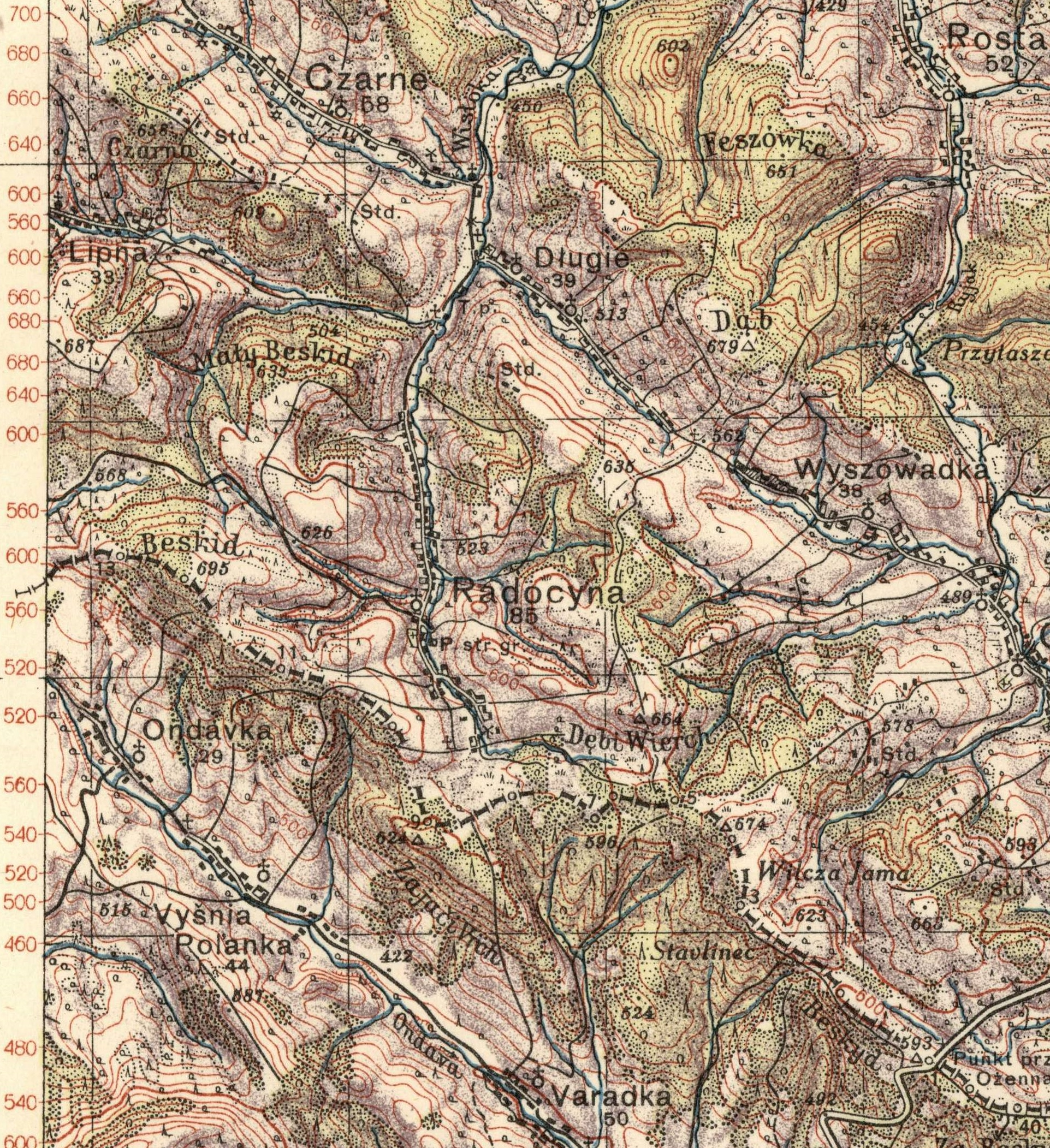
Radocyna na mapie "Jaśliska" WIGu z 1938 roku, skala 1:100 000
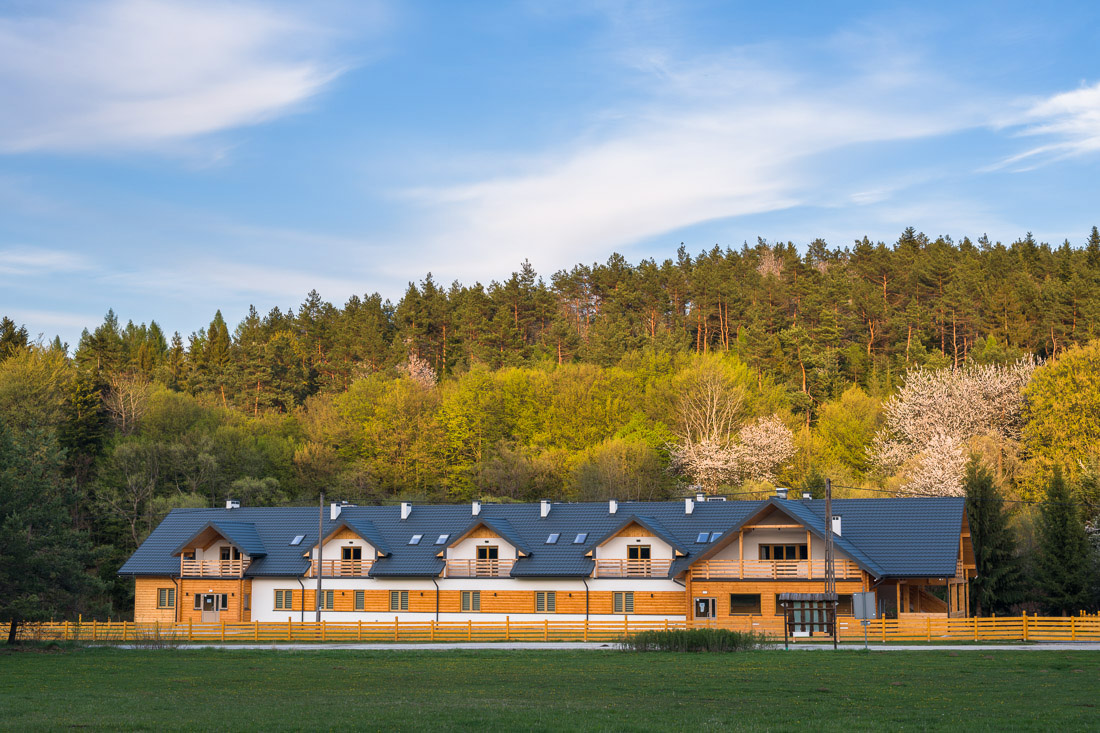
Ośrodek Szkoleniowo-Wypocznynkowy "Radocyna"

## Szlaki piesze
- Wołowiec – Nieznajowa – Radocyna – Konieczna
- (LP) Nadleśnictwa Gorlice: Radocyna – Konieczna – Lipna – Czarne – Radocyna
- od szlaku żółtego do cmentarza nr 43 (szlak cmentarny)
- od szlaku niebieskiego (granicznego) z Przełęczy pod Dębim Wierchem do cmentarza nr 43 (szlak cmentarny)
- od szlaku żółtego do cmentarza nr 44 (Długie) (szlak cmentarny)
- od leśniczówki do cmentarza nr 45 (Lipna) (szlak cmentarny)